# HD 117440
HD 117440 або d Центавра — кратна система, що знаходиться в сузір'ї Кентавр, лежить на відстані 900 світлових років та має видиму зоряну величину 3,9. За зоряною класифікацією HD 117440 є жовтим гігантом

## Компоненти системи
Вперше про кратність системи повідомив Томас Джефферсон Джексон Сі в 1897, коли компоненти були розділені 0.2″. Орбітальні параметри пари були опубліковані в 1962, потім уточнені в 1964. Орбітальний період складає 83.1 рік, а ексцентриситет орбіти складає 0.52. Головний компонент системи має видиму зоряну величину +4,64, другий - 5,03